# Irma P. Hall
Irma P. Hall (* 3. Juni 1935 in Beaumont, Texas) ist eine US-amerikanische Schauspielerin.

## Leben
Irma Dolores Player Hall wurde 1935 als Tochter eines Jazzmusikers in Texas geboren und wuchs in Chicago auf. Danach kehrte sie nach Texas zurück; dort heiratete sie, bekam zwei Kinder und ließ sich später wieder scheiden. In Dallas unterrichtete die Afroamerikanerin als Lehrerin 27 Jahre lang Fremdsprachen und Englisch.
Erst im Alter von 36 Jahren kam Hall durch einen Zufall erstmals zur Schauspielerei. Bei einer Lesung wurde sie von Regisseur Raymond St. Jacques entdeckt, der gerade einen Film in der Stadt drehte. Er gab ihr eine Rolle in seinem Film Der Zahlentrick – Ein Millionenspiel (1973). Ab Ende der 1970er Jahre folgten zahlreiche weitere Rollen, zunächst vor allem in Fernsehproduktionen. Mitte der 1980er-Jahre gab Hall ihre Anstellung als Lehrerin auf und wurde hauptberufliche Schauspielerin.
Einem größeren Publikum wurde sie 1996 durch ihre Rolle als liebenswerte Tante T im Melodram A Family Thing – Brüder wider Willen an der Seite von Robert Duvall und James Earl Jones bekannt. 1997 trat sie im Film Soul Food in der Rolle der Mama Joe auf, die sie von 2000 bis 2004 auch in der auf dem Film basierenden Fernsehserie Soul Food verkörperte. Weitere Bekanntheit erreichte sie 2004 durch ihre Kino-Hauptrolle als die alte Vermieterin in der Krimikomödie Ladykillers unter Regie der Gebrüder Coen. Für ihre Darstellung an der Seite von Tom Hanks in diesem Film wurde sie beim Filmfestival von Cannes 2004 mit dem Jurypreis ausgezeichnet.
Halls schauspielerisches Schaffen umfasst mehr als 90 Film- und Fernsehproduktionen (Stand 2025).

## Filmografie (Auswahl)
- 1973: Der Zahlentrick – Ein Millionenspiel (Book of Numbers)
- 1978, 1984: Dallas (Fernsehserie, 2 Episoden)
- 1979: Dallas Cowboys Cheerleaders (Fernsehfilm)
- 1980: Dallas Cowboys Cheerleaders II (Fernsehfilm)
- 1980: Julie erobert den Himmel (Skyward, Fernsehfilm)
- 1981: Crisis at Central High (Fernsehfilm)
- 1981: Broken Promise (Fernsehfilm)
- 1982: Das Idol (Split Image)
- 1984: Die Stimme des Herzens (He’s Not Your Son, Fernsehfilm)
- 1985: Flammender Sommer (The Long Hot Summer, Miniserie, 2 Episoden)
- 1986: On Valentine’s Day
- 1986: In der Hitze der Gewalt (The George McKenna Story, Fernsehfilm)
- 1987: Square Dance – Wiedersehen in Texas (Square Dance)
- 1987: Alle nennen mich Bruce (They Still Call Me Bruce)
- 1987: Onkel Toms Hütte (Uncle Tom’s Cabin, Fernsehfilm)
- 1990: Der Brief an den Weihnachtsmann (The Kid Who Loved Christmas, Fernsehfilm)
- 1991: Backdraft – Männer, die durchs Feuer gehen (Backdraft)
- 1992: Sag’s offen, Shirlee (Straight Talk)
- 1992: The Babe – Ein amerikanischer Traum (The Babe)
- 1992: Im Schatten eines Mörders (In the Shadow of a Killer, Fernsehfilm)
- 1992: Meh’ Geld (Mo’ Money)
- 1993: Am Rande der Dunkelheit (In the Company of Darkness, Fernsehfilm)
- 1993–1994: Missing Persons (Fernsehserie, 2 Episoden)
- 1995: Wishbone (Fernsehserie, Episode 1x09)
- 1996: A Family Thing – Brüder wider Willen (A Family Thing)
- 1996: To Sir, with Love II (Fernsehfilm)
- 1997: Buddy
- 1997: Nix zu verlieren (Nothing to Lose)
- 1997: Steel Man (Steel)
- 1997: Soul Food
- 1997: Mitternacht im Garten von Gut und Böse (Midnight in the Garden of Good and Evil)
- 1998: Der Liebesbrief (The Love Letter, Fernsehfilm)
- 1998: Patch Adams
- 1998: Der Liebesbrief (The Love Letter, Fernsehfilm)
- 1998: Ein Hauch von Himmel (Touched by an Angel, Fernsehserie, Episode 4x21)
- 1998: Alles rein persönlich (Getting Personal, Fernsehserie, Episode 1x03)
- 1998: Menschenkind (Beloved)
- 1998: Patch Adams
- 1998: Ein ganz normaler Heiliger (Nothing Sacred, Fernsehserie, Episode 1x18)
- 1999: A Slipping-Down Life
- 1999: A Lesson Before Dying – Nachhilfestunden in der Todeszelle (A Lesson Before Dying, Fernsehfilm)
- 1999: Für alle Fälle Amy (Judging Amy, Fernsehserie, Episode 1x07)
- 2000: Eine himmlische Familie (7th Heaven, Fernsehserie, Episode 4x12)
- 2000: Something to Sing About (Fernsehfilm)
- 2000–2004: Soul Food (Fernsehserie, 17 Episoden)
- 2001: Girls in the City (A Girl Thing, Fernsehfilm)
- 2001: All Souls (Fernsehserie, 5 Episoden)
- 2002: Our America (Fernsehfilm)
- 2002: Don’t Let Go
- 2002: Bad Company – Die Welt ist in guten Händen (Bad Company)
- 2002: The Bernie Mac Show (Fernsehserie, 2 Episoden)
- 2002: Miss Lettie und ich (Miss Lettie and Me, Fernsehfilm)
- 2003: An Unexpected Love (Fernsehfilm)
- 2004: Ladykillers (The Ladykillers)
- 2004: Collateral
- 2005: Gift for the Living (Kurzfilm)
- 2005: P.N.O.K. (Kurzfilm)
- 2008: Meet the Browns
- 2008: Uncross the Stars
- 2008: Rain
- 2009: Bad Lieutenant – Cop ohne Gewissen (Bad Lieutenant: Port of Call New Orleans)
- 2009: Ein fürsorglicher Sohn (My Son, My Son, What Have Ye Done)
- 2009: Stürmische Zeiten – Gib niemals auf! (Hurricane Season)
- 2010–2011: Diary of a Single Mom (Fernsehserie, 5 Episoden)
- 2011: Harry’s Law (Fernsehserie, Episode 1x02)
- 2011: Law & Order: Special Victims Unit (Fernsehserie, Episode 12x21)
- 2011: 3 Blind Saints
- 2012: The Game (Fernsehserie, Episode 5x05)
- 2012: Jayne Mansfield’s Car
- 2012: Wolf
- 2012: Changing the Game
- 2012: Hiding in Plain Sight
- 2012: Chicago Fire (Fernsehserie, Episode 1x04)
- 2013: Red (Kurzfilm)
- 2013: Getting On – Fiese alte Knochen (Getting On, Fernsehserie, Episode 1x06)
- 2014: Steps of Faith
- 2014: Night Vet (Kurzfilm)
- 2015: Uncommon
- 2015: A Man Called Jon
- 2015: Chi-Raq
- 2016: Jerico
- 2016: Dem Glück so nah (New Life)
- 2016: A Heart That Forgives
- 2017: Lady Labyrinth (Kurzfilm)
- 2017: Hap and Leonard (Fernsehserie, 6 Episoden)
- 2017: A Selfless Love (Kurzfilm)
- 2017: Lady Luck
- 2018: Peddling (Kurzfilm)
- 2018: Concrete Kids
- 2018: The Golden Voices
- 2022: Blue Porcelain (Kurzfilm)